# Alexander Wassiljewitsch Kossarew
Alexander Wassiljewitsch Kossarew (russisch Александр Васильевич Косарев; * 1. November 1903 in Moskau; † 23. Februar 1939 ebenda) war ein sowjetischer Parteifunktionär.

## Leben
Kossarew trat in jungen Jahren der Roten Armee bei und kämpfte im Bürgerkrieg. Von 1929 bis 1938 war er Vorsitzender des Komsomol, 1933 erhielt er den Lenin-Orden. Im Zuge der Stalinschen Säuberungen wurde er Ende 1938 seines Postens enthoben und verhaftet. Am 23. Februar 1939 wurde er im Lefortowo-Gefängnis erschossen.

## Schriften
- Jugend der Freiheit, Jugend der Sklaverei
- Produktiv arbeiten, kulturell leben
- Über die Umgestaltung der Arbeit des Komsomol
- Die Umstellung der Arbeit des kommunistischen Jugendverbandes
- Die jungen Patrioten des Sowjetlandes
- Die Jugend kann und muß den Frieden erhalten
- Die Stalinsche Verfassung und die Sowjetjugend